# Chamaecrista lagotois
Chamaecrista lagotois là một loài thực vật có hoa trong họ Đậu. Loài này được H.S.Irwin & Barneby miêu tả khoa học đầu tiên.